# John Napier
John Napier of Merchistoun (1 tháng 2, 1550 - 4 tháng 4, 1617) - thường ký tên là Neper, Nepair - tên hiệu Marvellous Merchiston, là một nhà toán học, vật lý, chiêm tinh và thiên văn học người Scotland. Ông là địa chủ thứ 8 của vùng Merchistoun, con của Sir Archibald Napier of Merchiston. John Napier là người đã phát minh ra lôgarit và bảng Napier, ông cũng chính là người phổ biến việc sử dụng dấu đặt sau đơn vị phân số thập phân trong toán học.
Nơi sinh của ông ở thành Merchiston, Edinburgh, Scotland, nay đã trở thành một phần của Đại học Napier. Sau khi qua đời vì bệnh Gút, Napier được chôn cất tại nhà thờ St Cuthbert, Edinburgh.
 Tư liệu liên quan tới John Napier tại Wikimedia Commons